# Saison 1996 de l'ATP
Cet article traite de la saison 1996 masculine. Pour la saison 1996 féminine, voir Saison 1996 de la WTA.
Vainqueurs des tournois majeurs
Résultats des principaux tournois de tennis organisés par l'ATP en 1996.

## Faits marquants
Pete Sampras termine l'année à la 1re place mondiale pour la 4e fois, malgré une domination moins nette que les années précédentes : il remporte l'US Open pour la 4e fois, mais échoue à faire de même à Wimbledon, où il est éliminé à la surprise générale par le Néerlandais Richard Krajicek en 1/4 de finale. Ce dernier déjoue tous les pronostics et remporte le trophée.
Le joueur le plus régulier de la saison, bien que n'ayant pas gagné de Grand Chelem, est Michael Chang. En effet, il remporte un Super 9 et atteint la finale de l'US Open et de l'Open d'Australie. Il finit l'année à la seconde place, son meilleur classement en carrière.
Boris Becker s'adjuge son dernier titre du Grand Chelem en Australie et atteint la finale du Masters. Il termine l'année en 6e position.
À Roland-Garros, le Russe Ievgueni Kafelnikov s'impose, en disposant notamment de Pete Sampras en demi-finale.
La France remporte sa huitième coupe Davis contre la Suède de Stefan Edberg et Thomas Enqvist. Toutefois, les Français ne réalisent pas de performances individuelles notables : Cédric Pioline termine l'année en 21e position et Arnaud Boetsch en 33e position.

## Classements

### Evolution du top 10
| Rang | Nom                 | Points |
| ---- | ------------------- | ------ |
| 1    | Pete Sampras        | 4842   |
| 2    | Andre Agassi        | 4765   |
| 3    | Thomas Muster       | 4474   |
| 4    | Boris Becker        | 3325   |
| 5    | Michael Chang       | 3211   |
| 6    | Ievgueni Kafelnikov | 2560   |
| 7    | Thomas Enqvist      | 2505   |
| 8    | Jim Courier         | 2471   |
| 9    | Wayne Ferreira      | 2144   |
| 10   | Goran Ivanišević    | 1861   |

| Rang | Nom                            | Points |
| ---- | ------------------------------ | ------ |
| 1    | Todd Woodbridge Mark Woodforde | 3752   |
| 3    | Jacco Eltingh Paul Haarhuis    | 3569   |
| 5    | Grant Connell                  | 3015   |
| 6    | Patrick Galbraith              | 2895   |
| 7    | Mark Knowles                   | 2656   |
| 8    | Cyril Suk                      | 2608   |
| 9    | Ievgueni Kafelnikov            | 2401   |
| 10   | Daniel Nestor                  | 2360   |

| Rang | Nom             | Points              |      |
| ---- | --------------- | ------------------- | ---- |
| 1    | en stagnation   | Pete Sampras        | 3760 |
| 2    | en augmentation | Michael Chang       | 2843 |
| 3    | en augmentation | Ievgueni Kafelnikov | 2797 |
| 4    | en augmentation | Goran Ivanišević    | 2704 |
| 5    | en diminution   | Thomas Muster       | 2491 |
| 6    | en diminution   | Boris Becker        | 2281 |
| 7    | en augmentation | Richard Krajicek    | 1841 |
| 8    | en diminution   | Andre Agassi        | 1716 |
| 9    | en diminution   | Thomas Enqvist      | 1632 |
| 10   | en diminution   | Wayne Ferreira      | 1540 |

| Rang | Nom             | Points                         |      |
| ---- | --------------- | ------------------------------ | ---- |
| 1    | en stagnation   | Todd Woodbridge Mark Woodforde | 4923 |
| 3    | en augmentation | Grant Connell                  | 3410 |
| 4    | en augmentation | Byron Black                    | 3099 |
| 5    | en augmentation | Ievgueni Kafelnikov            | 3028 |
| 6    | en diminution   | Paul Haarhuis                  | 2983 |
| 7    | en stagnation   | Mark Knowles                   | 2919 |
| 8    | en augmentation | Daniel Vacek                   | 2727 |
| 9    | en augmentation | Jakob Hlasek                   | 2701 |
| 10   | en diminution   | Patrick Galbraith              | 2677 |

### Statistiques du top 20
| N° | Joueur              | Pays | Évolution     |
| -- | ------------------- | ---- | ------------- |
| 1  | Pete Sampras        |      | en stagnation |
| 2  | Michael Chang       |      | +3            |
| 3  | Ievgueni Kafelnikov |      | +3            |
| 4  | Goran Ivanišević    |      | +6            |
| 5  | Thomas Muster       |      | −2            |
| 6  | Boris Becker        |      | −2            |
| 7  | Richard Krajicek    |      | +4            |
| 8  | Andre Agassi        |      | −6            |
| 9  | Thomas Enqvist      |      | −2            |
| 10 | Wayne Ferreira      |      | −1            |
| 11 | Marcelo Ríos        |      | +14           |
| 12 | Todd Martin         |      | +6            |
| 13 | Albert Costa        |      | +11           |
| 14 | Stefan Edberg       |      | +9            |
| 15 | Jan Siemerink       |      | +6            |
| 16 | Michael Stich       |      | −4            |
| 17 | Magnus Gustafsson   |      | +67           |
| 18 | Félix Mantilla      |      | +74           |
| 19 | Alberto Berasategui |      | +13           |
| 20 | MaliVai Washington  |      | +6            |

## Palmarès
| Catégorie                    |
| ---------------------------- |
| Grand Chelem                 |
| ATP Tour World Championships |
| ATP Super 9                  |
| ATP Championship Series      |
| ATP World Series             |

### Simple
| No | Date       | Nom et lieu du tournoi                                 | Catégorie           | Dotation    | Surface         | Vainqueur           | Finaliste           | Score                       |         |
| -- | ---------- | ------------------------------------------------------ | ------------------- | ----------- | --------------- | ------------------- | ------------------- | --------------------------- | ------- |
| 1  | 01/01/1996 | Australian Men's Hardcourt Championships, Adélaïde     | World Series        | 303 000 $   | Dur (ext.)      | Ievgueni Kafelnikov | Byron Black         | 7-60, 3-6, 6-1              |         |
| 2  | 01/01/1996 | Qatar Mobil Open, Doha                                 | World Series        | 600 000 $   | Dur (ext.)      | Petr Korda          | Younès El Aynaoui   | 7-65, 2-6, 7-65             |         |
| 3  | 08/01/1996 | Peters International, Sydney                           | World Series        | 303 000 $   | Dur (ext.)      | Todd Martin         | Goran Ivanišević    | 5-7, 6-3, 6-4               | Tableau |
| 4  | 08/01/1996 | Indonesian Open, Jakarta                               | World Series        | 303 000 $   | Dur (ext.)      | Sjeng Schalken      | Younès El Aynaoui   | 6-3, 6-2                    |         |
| 5  | 08/01/1996 | BellSouth Open, Auckland                               | World Series        | 303 000 $   | Dur (ext.)      | Jiří Novák          | Brett Steven        | 6-4, 6-4                    |         |
| 6  | 15/01/1996 | Ford Australian Open, Melbourne                        | G. Chelem           | 3 180 318 $ | Dur (ext.)      | Boris Becker        | Michael Chang       | 6-2, 6-4, 2-6, 6-2          | Tableau |
| 7  | 29/01/1996 | Croatian Indoors, Zagreb                               | World Series        | 375 000 $   | Moquette (int.) | Goran Ivanišević    | Cédric Pioline      | 3-6, 6-3, 6-2               |         |
| 8  | 29/01/1996 | Shanghai Open, Shanghai                                | World Series        | 303 000 $   | Moquette (int.) | Andreï Olhovskiy    | Mark Knowles        | 7-65, 6-2                   |         |
| 9  | 12/02/1996 | Marseille's Open, Marseille                            | World Series        | 514 250 $   | Dur (int.)      | Guy Forget          | Cédric Pioline      | 7-5, 6-4                    | Tableau |
| 10 | 12/02/1996 | Dubai Open, Dubaï                                      | World Series        | 1 014 250 $ | Dur (ext.)      | Goran Ivanišević    | Albert Costa        | 6-4, 6-3                    |         |
| 11 | 12/02/1996 | Sybase Open, San José                                  | World Series        | 303 000 $   | Dur (int.)      | Pete Sampras        | Andre Agassi        | 6-2, 6-3                    |         |
| 12 | 19/02/1996 | European Community Championships, Anvers               | Championship Series | 875 000 $   | Moquette (int.) | Michael Stich       | Goran Ivanišević    | 6-3, 6-2, 7-65              |         |
| 13 | 19/02/1996 | Kroger St. Jude, Memphis                               | Championship Series | 683 000 $   | Dur (int.)      | Pete Sampras        | Todd Martin         | 6-4, 7-62                   |         |
| 14 | 26/02/1996 | Italian Indoors, Milan                                 | Championship Series | 689 250 $   | Moquette (int.) | Goran Ivanišević    | Marc Rosset         | 6-3, 7-63                   |         |
| 15 | 26/02/1996 | Comcast U.S. Indoor, Philadelphie                      | Championship Series | 589 250 $   | Moquette (int.) | Jim Courier         | Chris Woodruff      | 6-4, 6-3                    |         |
| 16 | 04/03/1996 | Abierto Mexicano Telcel, Mexico                        | World Series        | 305 000 $   | Terre (ext.)    | Thomas Muster       | Jiří Novák          | 7-63, 6-2                   |         |
| 17 | 04/03/1996 | ABN AMRO World Tennis Tournament, Rotterdam            | World Series        | 725 000 $   | Moquette (int.) | Goran Ivanišević    | Ievgueni Kafelnikov | 6-4, 3-6, 6-3               |         |
| 18 | 04/03/1996 | Franklin Templeton Tennis Classic, Scottsdale          | World Series        | 303 000 $   | Dur (ext.)      | Wayne Ferreira      | Marcelo Ríos        | 2-6, 6-3, 6-3               |         |
| 19 | 11/03/1996 | Copenhagen Open, Copenhague                            | World Series        | 203 000 $   | Moquette (int.) | Cédric Pioline      | Kenneth Carlsen     | 6-2, 7-67                   |         |
| 20 | 11/03/1996 | Newsweek Champions Cup, Indian Wells                   | Super 9             | 1 950 000 $ | Dur (ext.)      | Michael Chang       | Paul Haarhuis       | 7-5, 6-1, 6-1               | Tableau |
| 21 | 18/03/1996 | St. Petersburg Open, Saint-Pétersbourg                 | World Series        | 300 000 $   | Moquette (int.) | Magnus Gustafsson   | Ievgueni Kafelnikov | 6-2, 7-64                   |         |
| 22 | 18/03/1996 | Lipton Championships, Key Biscayne                     | Super 9             | 2 300 000 $ | Dur (ext.)      | Andre Agassi        | Goran Ivanišević    | 3-0 ab.                     | Tableau |
| 23 | 25/03/1996 | Grand-Prix Hassan II, Casablanca                       | World Series        | 203 000 $   | Terre (ext.)    | Tomás Carbonell     | Gilbert Schaller    | 7-5, 1-6, 6-2               |         |
| 24 | 08/04/1996 | Salem Open, Hong Kong                                  | World Series        | 303 000 $   | Dur (ext.)      | Pete Sampras        | Michael Chang       | 6-4, 3-6, 6-4               |         |
| 25 | 08/04/1996 | India Open, Chennai                                    | World Series        | 405 000 $   | Dur (ext.)      | Thomas Enqvist      | Byron Black         | 6-2, 7-63                   |         |
| 26 | 08/04/1996 | Estoril Open, Estoril                                  | World Series        | 600 000 $   | Terre (ext.)    | Thomas Muster       | Andrea Gaudenzi     | 7-64, 6-4                   |         |
| 27 | 15/04/1996 | Trofeo Conde de Godó, Barcelone                        | Championship Series | 800 000 $   | Terre (ext.)    | Thomas Muster       | Marcelo Ríos        | 6-3, 4-6, 6-4, 6-1          |         |
| 28 | 15/04/1996 | Japan Open Tennis Championships, Tokyo                 | Championship Series | 935 000 $   | Dur (ext.)      | Pete Sampras        | Richey Reneberg     | 6-4, 7-5                    |         |
| 29 | 22/04/1996 | Seoul Open, Séoul                                      | World Series        | 203 000 $   | Dur (ext.)      | Byron Black         | Martin Damm         | 7-63, 6-3                   |         |
| 30 | 22/04/1996 | Monte-Carlo Open, Roquebrune-Cap-Martin                | Super 9             | 1 950 000 $ | Terre (ext.)    | Thomas Muster       | Albert Costa        | 6-3, 5-7, 4-6, 6-3, 6-2     | Tableau |
| 31 | 29/04/1996 | BMW Open, Munich                                       | World Series        | 400 000 $   | Terre (ext.)    | Slava Doseděl       | Carlos Moyà         | 6-4, 4-6, 6-3               | Tableau |
| 33 | 29/04/1996 | AT&T Tennis Challenge, Atlanta                         | World Series        | 303 000 $   | Terre (ext.)    | Karim Alami         | Nicklas Kulti       | 6-3, 6-4                    |         |
| 34 | 29/04/1996 | Škoda Czech Open, Prague                               | World Series        | 340 000 $   | Terre (ext.)    | Ievgueni Kafelnikov | Bohdan Ulihrach     | 7-5, 1-6, 6-3               |         |
| 35 | 06/05/1996 | German International Championships, Hambourg           | Super 9             | 1 950 000 $ | Terre (ext.)    | Roberto Carretero   | Àlex Corretja       | 2-6, 6-4, 6-4, 6-4          |         |
| 36 | 06/05/1996 | US Men's Clay Court Championship, Pinehurst            | World Series        | 264 250 $   | Terre (ext.)    | Fernando Meligeni   | Mats Wilander       | 6-4, 6-2                    |         |
| 37 | 13/05/1996 | Italian Open, Rome                                     | Super 9             | 1 950 000 $ | Terre (ext.)    | Thomas Muster       | Richard Krajicek    | 6-2, 6-4, 3-6, 6-3          |         |
| 38 | 13/05/1996 | America's Red Clay Tennis Championship, Coral Springs  | World Series        | 245 000 $   | Terre (ext.)    | Jason Stoltenberg   | Chris Woodruff      | 7-64, 2-6, 7-5              |         |
| 39 | 20/05/1996 | International ÖTV Raiffeisen Grand Prix, Sankt Pölten  | World Series        | 400 000 $   | Terre (ext.)    | Marcelo Ríos        | Félix Mantilla      | 6-2, 6-4                    |         |
| 40 | 27/05/1996 | Roland-Garros, Paris                                   | G. Chelem           | 5 125 107 $ | Terre (ext.)    | Ievgueni Kafelnikov | Michael Stich       | 7-64, 7-5, 7-64             | Tableau |
| 41 | 10/06/1996 | The Stella Artois Championships, Londres               | World Series        | 675 000 $   | Gazon (ext.)    | Boris Becker        | Stefan Edberg       | 6-4, 7-63                   |         |
| 42 | 10/06/1996 | Continental Grass Court Championships, Bois-le-Duc     | World Series        | 475 000 $   | Gazon (ext.)    | Richey Reneberg     | Stéphane Simian     | 6-4, 6-0                    |         |
| 43 | 10/06/1996 | Oporto Open, Porto                                     | World Series        | 400 000 $   | Terre (ext.)    | Félix Mantilla      | Hernán Gumy         | 65-7, 6-4, 6-3              |         |
| 44 | 17/06/1996 | Gerry Weber Open, Halle (Westf.)                       | World Series        | 875 000 $   | Gazon (ext.)    | Nicklas Kulti       | Ievgueni Kafelnikov | 65-7, 6-3, 6-4              |         |
| 45 | 17/06/1996 | Internazionali di Tennis Carisbo, Bologne              | World Series        | 303 000 $   | Terre (ext.)    | Alberto Berasategui | Carlos Costa        | 6-3, 6-4                    |         |
| 46 | 17/06/1996 | ?, Nottingham                                          | World Series        | 303 000 $   | Gazon (ext.)    | Jan Siemerink       | Sandon Stolle       | 6-3, 7-60                   |         |
| 47 | 24/06/1996 | The Championships, Wimbledon                           | G. Chelem           | 4 736 161 $ | Gazon (ext.)    | Richard Krajicek    | MaliVai Washington  | 6-3, 6-4, 6-3               | Tableau |
| 48 | 08/07/1996 | Swedish Open, Båstad                                   | World Series        | 303 000 $   | Terre (ext.)    | Magnus Gustafsson   | Andreï Medvedev     | 6-1, 6-3                    |         |
| 49 | 08/07/1996 | Suisse Open, Gstaad                                    | World Series        | 525 000 $   | Terre (ext.)    | Albert Costa        | Félix Mantilla      | 4-6, 7-62, 6-1, 6-0         |         |
| 50 | 08/07/1996 | Miller Lite Hall of Fame Championships, Newport (RI)   | World Series        | 230 000 $   | Gazon (ext.)    | Nicolás Pereira     | Grant Stafford      | 4-6, 6-4, 6-4               |         |
| 51 | 15/07/1996 | Mercedes Cup, Stuttgart                                | Championship Series | 915 000 $   | Terre (ext.)    | Thomas Muster       | Ievgueni Kafelnikov | 6-2, 6-2, 6-4               |         |
| 52 | 15/07/1996 | Legg Mason Tennis Classic, Washington                  | Championship Series | 550 000 $   | Dur (ext.)      | Michael Chang       | Wayne Ferreira      | 6-2, 6-4                    |         |
| 53 | 22/07/1996 | Generali Open, Kitzbühel                               | World Series        | 400 000 $   | Terre (ext.)    | Alberto Berasategui | Àlex Corretja       | 6-2, 6-4, 6-4               |         |
| 54 | 22/07/1996 | Summer Olympics, Atlanta                               | J. olympiques       | NC $        | Dur (ext.)      | Andre Agassi        | Sergi Bruguera      | 6-2, 6-3, 6-1               | Tableau |
| 55 | 29/07/1996 | Grolsch Open, Amsterdam                                | World Series        | 475 000 $   | Terre (ext.)    | Francisco Clavet    | Younès El Aynaoui   | 7-5, 6-1, 6-1               |         |
| 56 | 29/07/1996 | Infiniti Open, Los Angeles                             | World Series        | 303 000 $   | Dur (ext.)      | Michael Chang       | Richard Krajicek    | 6-4, 6-3                    |         |
| 57 | 05/08/1996 | Great American Insurance ATP Championships, Cincinnati | Super 9             | 1 950 000 $ | Dur (ext.)      | Andre Agassi        | Michael Chang       | 7-64, 6-4                   |         |
| 58 | 05/08/1996 | Campionati Internazionali di San Marino, Saint-Marin   | World Series        | 275 000 $   | Terre (ext.)    | Albert Costa        | Félix Mantilla      | 7-67, 6-3                   |         |
| 59 | 12/08/1996 | RCA Championships, Indianapolis                        | Championship Series | 915 000 $   | Dur (ext.)      | Pete Sampras        | Goran Ivanišević    | 7-63, 7-5                   |         |
| 60 | 12/08/1996 | Pilot Pen International, New Haven                     | Championship Series | 915 000 $   | Dur (ext.)      | Alex O'Brien        | Jan Siemerink       | 7-66, 6-4                   |         |
| 61 | 12/08/1996 | Croatia Open, Umag                                     | World Series        | 375 000 $   | Terre (ext.)    | Carlos Moyà         | Félix Mantilla      | 6-0, 7-64                   |         |
| 62 | 19/08/1996 | Waldbaum’s Hamlet Cup, Long Island                     | World Series        | 225 000 $   | Dur (ext.)      | Andreï Medvedev     | Martin Damm         | 7-5, 6-3                    |         |
| 63 | 19/08/1996 | Canadian Open, Toronto                                 | Super 9             | 1 750 000 $ | Dur (ext.)      | Wayne Ferreira      | Todd Woodbridge     | 6-2, 6-4                    |         |
| 64 | 26/08/1996 | US Open, Flushing Meadows                              | G. Chelem           | 4 806 000 $ | Dur (ext.)      | Pete Sampras        | Michael Chang       | 6-1, 6-4, 7-63              | Tableau |
| 65 | 09/09/1996 | Cerveza Club Colombia Open, Bogota                     | World Series        | 303 000 $   | Terre (ext.)    | Thomas Muster       | Nicolás Lapentti    | 6-7, 6-2, 6-3               |         |
| 66 | 09/09/1996 | Bournemouth International, Bournemouth                 | World Series        | 375 000 $   | Terre (ext.)    | Albert Costa        | Marc-Kevin Goellner | 64-7, 6-2, 6-2              |         |
| 67 | 09/09/1996 | Romanian Open, Bucarest                                | World Series        | 475 000 $   | Terre (ext.)    | Alberto Berasategui | Carlos Moyà         | 6-1, 7-65                   |         |
| 68 | 23/09/1996 | Davidoff Swiss Indoors Basel, Bâle                     | World Series        | 975 000 $   | Dur (int.)      | Pete Sampras        | Hendrik Dreekmann   | 7-5, 6-2, 6-0               |         |
| 69 | 23/09/1996 | Campionati Internazionali di Sicilia, Palerme          | World Series        | 303 000 $   | Terre (ext.)    | Karim Alami         | Adrian Voinea       | 7-5, 2-1, ab.               |         |
| 70 | 30/09/1996 | Marbella Open, Marbella                                | World Series        | 303 000 $   | Terre (ext.)    | Marc-Kevin Goellner | Àlex Corretja       | 7-64, 7-62                  |         |
| 71 | 30/09/1996 | Heineken Open Singapore, Singapour                     | World Series        | 389 250 $   | Moquette (int.) | Jonathan Stark      | Michael Chang       | 6-4, 6-4                    |         |
| 72 | 30/09/1996 | Grand Prix de tennis de Lyon, Lyon                     | World Series        | 725 000 $   | Moquette (int.) | Ievgueni Kafelnikov | Arnaud Boetsch      | 7-5, 6-3                    |         |
| 73 | 07/10/1996 | CA Tennis Trophy, Vienne                               | Championship Series | 675 000 $   | Moquette (int.) | Boris Becker        | Jan Siemerink       | 6-4, 67-7, 6-2, 6-3         |         |
| 74 | 07/10/1996 | Salem Open, Pékin                                      | World Series        | 303 000 $   | Moquette (int.) | Greg Rusedski       | Martin Damm         | 7-65, 6-4                   |         |
| 75 | 14/10/1996 | IPB Czech Indoor, Ostrava                              | World Series        | 450 000 $   | Moquette (int.) | David Prinosil      | Petr Korda          | 6-1, 6-2                    |         |
| 76 | 14/10/1996 | Joyce Eisenberg Israel Open, Tel Aviv                  | World Series        | 303 000 $   | Dur (ext.)      | Javier Sánchez      | Marcos Ondruska     | 6-4, 7-5                    |         |
| 77 | 14/10/1996 | Grand Prix de Toulouse, Toulouse                       | World Series        | 375 000 $   | Dur (int.)      | Mark Philippoussis  | Magnus Larsson      | 6-1, 5-7, 6-4               |         |
| 78 | 21/10/1996 | Eurocard Open, Stuttgart                               | Super 9             | 1 950 000 $ | Moquette (int.) | Boris Becker        | Pete Sampras        | 3-6, 6-3, 3-6, 6-3, 6-4     | Tableau |
| 79 | 28/10/1996 | Open de Paris-Bercy, Paris                             | Super 9             | 2 300 000 $ | Moquette (int.) | Thomas Enqvist      | Ievgueni Kafelnikov | 6-2, 6-4, 7-5               |         |
| 80 | 04/11/1996 | Kremlin Cup, Moscou                                    | World Series        | 1 125 000 $ | Moquette (int.) | Goran Ivanišević    | Ievgueni Kafelnikov | 3-6, 6-1, 6-3               |         |
| 81 | 04/11/1996 | Hellmann's Cup, Santiago                               | World Series        | 203 000 $   | Terre (ext.)    | Hernán Gumy         | Marcelo Ríos        | 6-4, 7-5                    |         |
| 82 | 04/11/1996 | Stockholm Open, Stockholm                              | World Series        | 800 000 $   | Dur (int.)      | Thomas Enqvist      | Todd Martin         | 7-5, 6-4, 7-60              |         |
| 83 | 19/11/1996 | ATP Tour World Championships, Hanovre                  | Masters             | 3 300 000 $ | Moquette (int.) | Pete Sampras        | Boris Becker        | 3-6, 7-65, 7-64, 611-7, 6-4 | Tableau |
| 84 | 03/12/1996 | Grand Slam Cup, Munich                                 | Masters (ITF)       | 6 000 000 $ | Moquette (int.) | Boris Becker        | Goran Ivanišević    | 6-3, 6-4, 6-4               |         |

### Double mixte
| No | Date       | Nom et lieu du tournoi         | Catégorie | Dotation    | Surface      | Vainqueurs                     | Finalistes                    | Score         |         |
| -- | ---------- | ------------------------------ | --------- | ----------- | ------------ | ------------------------------ | ----------------------------- | ------------- | ------- |
| 1  | 15/01/1996 | Ford Australian Open Melbourne | G. Chelem | 3 180 318 $ | Dur (ext.)   | Larisa Neiland Mark Woodforde  | Nicole Arendt Luke Jensen     | 4-6, 7-5, 6-0 | Tableau |
| 2  | 27/05/1996 | Roland-Garros Paris            | G. Chelem | 5 125 107 $ | Terre (ext.) | Patricia Tarabini Javier Frana | Nicole Arendt Luke Jensen     | 6-2, 6-2      | Tableau |
| 3  | 24/06/1996 | The Championships Wimbledon    | G. Chelem | 4 736 161 $ | Gazon (ext.) | Helena Suková Cyril Suk        | Larisa Neiland Mark Woodforde | 1-6, 6-3, 6-2 | Tableau |
| 4  | 26/08/1996 | US Open Flushing Meadows       | G. Chelem | 4 806 000 $ | Dur (ext.)   | Lisa Raymond Patrick Galbraith | Manon Bollegraf Rick Leach    | 7-66, 7-64    | Tableau |

### Compétitions par équipes
| | Suède | 2                              | -  | 3  | France |    |    |
| --- | ----- | ------------------------------ | -- | -- | ------ | -- | -- |
| Centre Massan, Malmö, Suède |       |                                |    |    |        |    |    |
| du 29 novembre au 1er décembre 1996 sur dur (int.) |       |                                |    |    |        |    |    |
| \| 1 \| \| Stefan Edberg \| 3 \| 4 \| 3 \| \| \| \| 1 \| \| Cédric Pioline \| 6 \| 6 \| 6 \| \| \| \| 2 \| \| Thomas Enqvist \| 6 \| 6 \| 7 \| \| \| \| 2 \| \| Arnaud Boetsch \| 4 \| 3 \| 62 \| \| \| \| 3 \| \| Jonas Björkman - Nicklas Kulti \| 3 \| 6 \| 3 \| 3 \| \| \| 3 \| \| Guy Forget - Guillaume Raoux \| 6 \| 1 \| 6 \| 6 \| \| \| \| \| \| \| \| \| \| \| \| 4 \| \| Thomas Enqvist \| 3 \| 68 \| 6 \| 6 \| 9 \| \| 4 \| \| Cédric Pioline \| 6 \| 7 \| 4 \| 4 \| 7 \| \| \| \| \| \| \| \| \| \| \| 5 \| \| Nicklas Kulti \| 62 \| 6 \| 6 \| 65 \| 8 \| \| 5 \| \| Arnaud Boetsch \| 7 \| 2 \| 4 \| 7 \| 10 \| \| \| \| \| \| \| \| \| \| |       |                                |    |    |        |    |    |
| 1 |       | Stefan Edberg                  | 3  | 4  | 3      |    |    |
| 1 |       | Cédric Pioline                 | 6  | 6  | 6      |    |    |
| 2 |       | Thomas Enqvist                 | 6  | 6  | 7      |    |    |
| 2 |       | Arnaud Boetsch                 | 4  | 3  | 62     |    |    |
| 3 |       | Jonas Björkman - Nicklas Kulti | 3  | 6  | 3      | 3  |    |
| 3 |       | Guy Forget - Guillaume Raoux   | 6  | 1  | 6      | 6  |    |
| |       |                                |    |    |        |    |    |
| 4 |       | Thomas Enqvist                 | 3  | 68 | 6      | 6  | 9  |
| 4 |       | Cédric Pioline                 | 6  | 7  | 4      | 4  | 7  |
| |       |                                |    |    |        |    |    |
| 5 |       | Nicklas Kulti                  | 62 | 6  | 6      | 65 | 8  |
| 5 |       | Arnaud Boetsch                 | 7  | 2  | 4      | 7  | 10 |
| |       |                                |    |    |        |    |    |

| 1 |  | Stefan Edberg                  | 3  | 4  | 3  |    |    |
| 1 |  | Cédric Pioline                 | 6  | 6  | 6  |    |    |
| 2 |  | Thomas Enqvist                 | 6  | 6  | 7  |    |    |
| 2 |  | Arnaud Boetsch                 | 4  | 3  | 62 |    |    |
| 3 |  | Jonas Björkman - Nicklas Kulti | 3  | 6  | 3  | 3  |    |
| 3 |  | Guy Forget - Guillaume Raoux   | 6  | 1  | 6  | 6  |    |
|   |  |                                |    |    |    |    |    |
| 4 |  | Thomas Enqvist                 | 3  | 68 | 6  | 6  | 9  |
| 4 |  | Cédric Pioline                 | 6  | 7  | 4  | 4  | 7  |
|   |  |                                |    |    |    |    |    |
| 5 |  | Nicklas Kulti                  | 62 | 6  | 6  | 65 | 8  |
| 5 |  | Arnaud Boetsch                 | 7  | 2  | 4  | 7  | 10 |
|   |  |                                |    |    |    |    |    |

|  | Équipe 1 | Score | Équipe 2 |  |
|  | Croatie  | 2 – 1 | Suisse   |  |

| Ordre des matchs | Joueurs                          | Points au premier set | Points au second set | Points au troisième set |
| ---------------- | -------------------------------- | --------------------- | -------------------- | ----------------------- |
| 1                | Iva Majoli                       | 3                     | 0                    |                         |
| 1                | Martina Hingis                   | 6                     | 6                    |                         |
|                  |                                  |                       |                      |                         |
| 2                | Goran Ivanišević                 | 7                     | 7                    |                         |
| 2                | Marc Rosset                      | 6                     | 5                    |                         |
|                  |                                  |                       |                      |                         |
| 3                | Iva Majoli - Goran Ivanišević    | 3                     | 7                    | 5                       |
| 3                | Martina Hingis - Marc Rosset ab. | 6                     | 5                    | 5                       |

|  | Équipe 1 | Score | Équipe 2           |  |
|  | Suisse   | 2 – 1 | République Tchèque |  |

| Ordre des matchs | Joueurs                    | Points au premier set | Points au second set | Points au troisième set |
| ---------------- | -------------------------- | --------------------- | -------------------- | ----------------------- |
| 1                | Marc Rosset                | 7                     | 6                    |                         |
| 1                | Bohdan Ulihrach            | 64                    | 2                    |                         |
|                  |                            |                       |                      |                         |
| 2                | Jakob Hlasek               | 3                     | 4                    |                         |
| 2                | Petr Korda                 | 6                     | 6                    |                         |
|                  |                            |                       |                      |                         |
| 3                | Marc Rosset - Jakob Hlasek | 6                     | 6                    |                         |
| 3                | Petr Korda - Daniel Vacek  | 3                     | 4                    |                         |

## Informations statistiques
Les tournois sont listés par ordre chronologique.

### En simple
| Joueur | Nombre | Titre(s)           |
|        | ?      | liste des tournois |

| Joueur | Début de carrière | Premier titre |
|        | ????              | tournoi       |

### En double
| Joueur | Nombre | Titre(s)           |
|        | ?      | liste des tournois |

| Joueur | Début de carrière | Premier titre |
|        | ????              | tournoi       |